# Erigeron glacialis
Erigeron glacialis là một loài thực vật có hoa trong họ Cúc. Loài này được (Nutt.) A.Nelson mô tả khoa học đầu tiên năm 1904.